# Batalla de Rossbach
La batalla de Rossbach (5 de novembre de 1757) es va lliurar durant la Guerra dels Set Anys (1756-1763) prop del poble de Rossbach, per aquell temps pertanyent a la Saxònia prussiana. L'artilleria prussiana va obrir foc al voltant de les 15.15 hores, i la cavalleria de Frederic Guillem von Seydlitz va aparèixer poc després i va carregar contra la cavalleria austríaca i alemanya que es trobava encara en columna. La lluita va ser dura però els prussians van sortir vencedors i la cavalleria aliada es va dispersar.
Segons descendia la infanteria prussiana de la muntanya, la cavalleria de Seydlitz va marxar fins a col·locar-se davant del flanc dret de la columna francesa passades les poblacions de Posendorf i Tagewerden. La infanteria francesa va veure l'arribada de la infanteria prussiana quan els batallons de l'esquerra envoltaven la dreta del front francès. A això va ajudar una fondalada que ocultava l'avanç prussià un cop van haver baixat de la muntanya Janus. El front i l'ala dreta prussiana van aparèixer una mica més tard. Els francesos no van poder desplegar-se i només set batallons van aconseguir fer front a la infanteria prussiana, de manera que aviat van començar a flaquejar. La cavalleria de Seydlitz va carregar per la dreta contra l'exèrcit aliat i l'exèrcit imperial es va ensorrar. Soubise amb prou feines va poder controlar als seus homes, mentre Hilburghausen, en trobar a la rereguarda, va poder organitzar els seus batallons i cobrir la retirada francesa.
No obstant això, les tropes imperials, van acabar per fugir en patir un fort foc d'artilleria i rebre la càrrega de la cavalleria prussiana. A les 17:00 hores la batalla havia acabat. L'exèrcit de Frederic el Gran el Gran va patir 500 baixes, mentre que les pèrdues franceses i imperials van ser de 5.000 morts i 5.000 presoners. Frederic va decidir avançar cap a l'est per enfrontar-se als austríacs a Silèsia i un mes més tard va aconseguir la victòria a la batalla de Leuthen.

## Conseqüències
Després de la batalla de Rossbach, Jordi II del Regne Unit va revocar la Convenció de Kloster-Zeven, i el regne de Hannover va tornar a entrar en la guerra. Durant l'hivern, el seu nou comandant, el duc Ferran de Brunsvic-Wolfenbüttel va reagrupar el seu exèrcit i va llançar una sèrie d'ofensives que van fer retrocedir els francesos a través del riu Rin i mantenint segur el flanc occidental de Prússia durant la resta de la guerra.